# Teatre d'òpera espacial
Théâtre D'opéra Spatial ("Space Opera Theatre") és una obra creada amb emprat Midjourney, la intel·ligència artificial generativa que transforma línies de text en imatges superdetallades, a partir del "prompt" de Jason Michael Allen. La imatge es va convertir en una notícia en guanyar el concurs anual de belles arts de la Fira Estatal de Colorado de 2022 el 5 de setembre, convertint-se en una de les primeres imatges generades per IA en ser premiades.
Jason M. Allen va presentar diverses obres creades amb el mateix mètode, entre les quals els trobava "Théâtre D'opéra Spatial", obra que el va portar a rebre el primer premi en la categoria d'art digital/ fotografies manipulades digitalment. Abans de copsar el resultat final, Allen va realitzar nombroses revisions i canvis en les ordres de text que utilitzava Midjourney, almenys 624 vegades. Tanmateix, en obtenir una versió similar la imatge frisada, va seguir editant-la a través d'Adobe Photoshop fins a heure el resultat presentat a concurs.

## Controvèrsia
La victòria de Jason M. Allen va generar una notable reacció per part de la comunitat artística qui l'acusaven d'haver enganyat al jurat amb la seva obra. L'oposició argumentava que Allen no hauria d'haver meritat al premi pel fet que no era responsable de la creació integra de l'obra. L'autor va evidenciar que des d'un inici el seu treball havia estat presentar sota el nom de "Jason M. Allen via Midjourney", clarificant que l'havia elaborat amb IA i, per tant, que no havia enganyat ningú sobre els seus orígens. "No demanaré disculpes per això", va declarar. "Vaig guanyar i no vaig trencar cap regla". Olga Robak, una portaveu del Departament d'Agricultura de Colorado i supervisora de la fira estatal, va contrastar la defensa de l'artista verificant que havia revelat adequadament la participació de Midjourney quan va presentar la seva obra. Si bé, els dos jutges de categoria no sabien que Midjourney era un programa d'IA, posteriorment van reafirmar la seva decisió admeten que haurien atorgat a Jason M. Allen el primer premi tot i haver tresorejat tota la informació.
El programari Midjourney es capaç de crear obres d'art digitals en minuts, obres que una persona normalment trigaria hores o fins i tot dies a produir. La comunitat artística va mostrar la seva oposició a l'ús d'intel·ligències artificials generatives en concursos al·legant que transformar interfícies de línies d'ordre en art és com "pintar amb números", el que certes perspectives qualifiquen d'estar desproveït d'habilitat o d'art real. Els internautes per mitjà de Twitter van presentar la seva contrarietat davant la possible "mort de l'art" ara que les intel·ligències artificials semblen guanyar terreny en multiplicitat d'àmbits. En contraposició, Allen va argumentar que noves eines com Midjourney són potencialment eficaces per mantenir-se en el futur com a recursos artístics, que cara que la gent les segueixi rebent amb hostilitat.

El debat sobre l'aplicació de noves tecnologies en l'àmbit artístic no és una novetat. Molts pintors en el seu moment, van ressentir-se al desenvolupament de la càmera, ja que era vista com una degradació de la capacitat humana. El poeta i crític d'art francès del segle XIX Charles Baudelaire es va referir a la fotografia com "l'enemic més mortal de l'art". Més endavant, al segle xx, els dogmàtics amb la imatge van condemnar les eines d'edició digital i els programes de disseny assistit per ordinador perquè aparentment eren massa independents de les competències humanes.

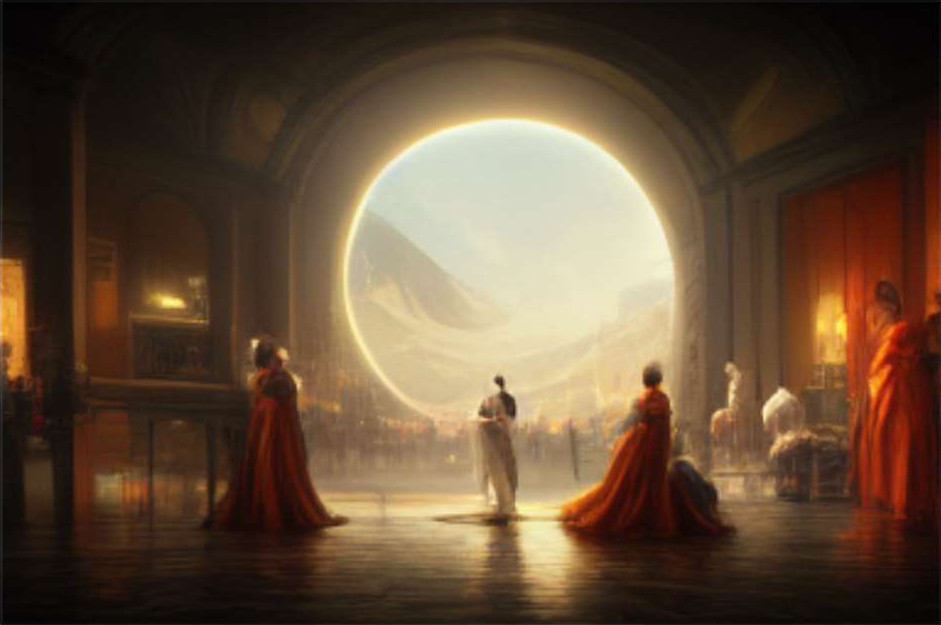
Versió primitiva de l'obra; prèvia les edicions realitzades amb Adobe Photoshop.

## Drets d'autor
El debat refent a l'ús de la IA en l'art, no fou l'únic que va haver d'enfrontar Allen amb Teatre d'òpera espacial. L'autor de la imatge va voler iniciar el procés per inscriure-la al registre d'obres amb copyright dels EUA. Un intent que semblava, a priori, condemnat al fracàs, tenint en compte precedents recents; altres obres gràfiques creades amb IA (de fet, usant també MidJourney) van acabar sent rebutjades per no comptar amb "autoria humana". Sense anar més lluny, el rebuig de la novel·la gràfica "Zarya of the Dawn", de Kris Kashtanova, va iniciar una controvèrsia sobre l'ètica de l'art generat per IA.

El setembre de 2023, la junta de revisió de l'Oficina de Copyright dels EUA va trobar que Teatre d'òpera espacial no era apte per a la protecció dels drets d'autor, ja que les regles "exclouen les obres produïdes per persones no humanes". Aquesta decisió reafirma les orientacions anteriors donades pel que fa a la IA per l'Oficina i un cas judicial recent (Thaler contra el Controlador General de Patents, Dissenys i Marques) que es va declarar contra Thaler amb relació a la base d'un principi d'autoria humana. Això, encara que no està recollit en la llei de drets d'autor, és un principi de funcionament utilitzat per l'Oficina de drets d'autor dels EUA. Allen insisteix que seguirà intentant obtenir el registre dels drets d'autor:
Jason M. Allen va ser obstinat en el seu intent de registrar el seu treball. Va enviar una explicació per escrit a l'Oficina de drets d'autor detallant que havia fet per manipular el que Midjourney evocava, així com quant va jugar amb la imatge en brut, utilitzant Adobe Photoshop per corregir defectes i Gigapixel AI per augmentar la mida i la resolució. Va especificar que la creació de la pintura havia requerit almenys 624 missatges de text i revisions d'entrada.
Alguns autors jurídics donen suport a la seva afirmació i la consideren una forma de discriminació tecnològica comparant-la amb el tractament de les fotografies i l'ús modern de les càmeres electròniques.